# بيركهولدرية رعامية
بيركهولدرية رعامية (الاسم العلمي: Burkholderia mallei) هي نوع من البكتيريا، سلبية الغرام، تتبع جنس البيركهولدرية.